# Nāḩiyat Kafr Baţnā
Nāḩiyat Kafr Baţnā (arabiska: ناحية كفر بطنا) är ett subdistrikt i Syrien.   Det ligger i provinsen Rif Dimashq, i den sydvästra delen av landet, 10 km öster om huvudstaden Damaskus.
Trakten runt Nāḩiyat Kafr Baţnā består till största delen av jordbruksmark. Runt Nāḩiyat Kafr Baţnā är det ganska tätbefolkat, med 75 invånare per kvadratkilometer.